# 데드 스시
《데드 스시》(デッド寿司, Dead Sushi)는 일본에서 제작된 이구치 노보루 감독의 2012년 액션, 코미디, 공포 영화이다. 이 영화에는 유명 스시 셰프의 딸 게이코(타케다 리나)가 주연으로 등장한다.

## 출연

### 주연
- 타케다 리나
- 마츠자키 시게루
- 시마주 켄타로
- 니시나 타카시
- 츠다 칸지

## 개봉
데드 스시는 2012년 7월 22일 판타지아 페스티벌에서 전 세계 초연되었다.